# گمینا وولا مسوووسکا
گمینا وولا مسوووسکا (به لهستانی:  Gmina Wola Mysłowska) یک گمینا در لهستان است که در شهرستان ووکوف واقع شده‌است. گمینا وولا مسوووسکا ۱۲۰٫۹۵ کیلومتر مربع مساحت و ۵٬۲۴۴ نفر جمعیت دارد.